# Staffage
Staffage kaldes de grupper eller
enkeltfigurer af for eksempel mennesker og dyr, der
anbringes - som det mindre væsentlige, for
anskuelighedens, afvekslingens og den æstetiske
oplivelses skyld - i landskabs-, akitekturbilleder og lignende.